# .xpi
.xpi is een bestandsextensie die gebruikt wordt door XPInstall, software van Mozilla. XPI wordt gebruikt in producten van Mozilla zoals Mozilla Firefox en Mozilla Thunderbird om uitbreidingen (add-ons of extensies) te installeren. Een XPI-bestand is eigenlijk een ZIP-archief dat  een installatiescript en de bijbehorende bestanden bevat. Het installatiescript is een RDF-bestand met de naam install.rdf.
Het MIME-type van een XPI-bestand is application/x-xpinstall.